# SMS Kaiser Franz Joseph I
SMS Kaiser Franz Joseph I je bila torpedna križarka razreda Franz Joseph I avstro-ogrske vojne mornarice. Poimenovana je bila po cesarju Francu Jožefu I. Skupaj s sestrsko križarko SMS Kaiserin Elisabeth sta bili grajeni kot odgovor na novi italijanski križarki Giovanni Bausan (1883) in Etna (1885), ter sta omogočali tudi prekomorsko plovbo.
Križarki razreda Franz Joseph I so prvotno klasificirali kot Torpedorammkreuzer, nato kot Große Kreuzer. Po predelavi v letih 1904-1906 sta bili uvrščeni kot lahki križarki (Kleine Kreuzer).

## Zgodovina
SMS Kaiser Franz Joseph I je bila splovljena leta 1889 v Trstu. 
Leta 1895 je plula po Severnem in Baltskim morjem, skupaj s križarko SMS Kaiserin Elisabeth in oklepno križarko SMS Maria Theresia, prisostvovala pri otvoritvi Kielskega prekopa. Leta 1897 je zamenjala križarko SMS Kaiserin Elisabeth v morjih Daljnega vzhoda. Leta 1898 je bila na Portugalskem. 
Med letoma 1904 in 1905 je bila predelana v lahko križarko, namesto težkih in "počasnih" topov kalibra 240 mm so namestili topove kalibra 150/40 mm, topove kalibra 150/35 mm pa so iz bočnih kazemat premestili na platformo glavne palube, kjer so dobili nove zaščitne topovske kupole. Po predelavi je septembra 1905 izplula iz Pulja, da bi na Daljnem vzhodu, kot postajna ladja zamenjala sestrsko križarko SMS Kaiserin Elisabeth in se pridružila SMS Panther. V Vzhodni Aziji, kamor je prispela po običajni poti, skozi Sueški prekop, je plula med pristanišči na Kitajskem in Japonskem. Bila je tudi v Chemulpu in Busanu v Koreji ter v Vladivostoku. Kmalu po koncu Rusko-japonske vojne je bila v Dairenu in Port Arthurju. V Šanghaju je izkrcala mornariški odred, ki je prevzel zaščito tamkajšnjega avstrijskega veleposlaništva. V Pulj se je vrnila šele 21. decembra 1908. Po kratkem postanku na Jadranu je bila (med 1910-1913) ponovno na daljnem Vzhodu. 
Ob izbruhu I. svetovne vojne leta 1914 je bily v Pulju. Čeprav je križarka SMS Kaiser Franz Joseph I pri plovbi porabljala ogromne količine premoga, je leta 1914 še vedno lahko dosegala za tiste čase precejšnjo hitrost.
Med I. svetovno vojno je bila skupaj s staro križarko SMS Panther v sestavi II. divizije križark v Boki Kotorski. Križarka je sodelovala pri topniškem obstreljevanju francoske topniške baterije na gori Lovčen. Baterijo je končno uspela uničiti bojna ladja SMS Radetzky, 27. oktobra 1914, ki so jo poslali iz Pulja, saj so imeli topovi na zastarelih obalnih oklepnicah razreda Monarch, oklepni križarki SMS Karl VI in na križarki SMS Kaiser Franz Joseph I premajhen doseg za topniško baterijo, nameščeno na 1400 m nadmorske višine. 
Med letoma 1914 in 1917 je križarka služila kot obrambna ladja v pristanišču. Leta 1917 so jo razorožili in spremenili v plavajoče skladišče. Po kapitulaciji Avstro-Ogrske so Boko Kotorsko zasedli Francozi. Križarka se je natovorjena z veliko količino opreme in topov iz trdnjav v Boki Kotorski 17. oktobra 1919 odtrgala s sidrišča pri Kumborju in se potopila 400 m severno od polotoka Prevlaka, na sedanjem mejnem območju med Hrvaško in Črno goro, v globino 45 m.
Leta 1922 je nizozemsko družba Van Wienen poskušala dvigniti razbitino z dna, vendar so uspeli dvigniti samo dvigala in druge manjše dele opreme. Dva topova kalibra 150 mm s križarke SMS Kaiser Franz Joseph I, se sedaj nahajata pred mestno hišo na Cetinju. Leta 1965 je križarko neuspešno poskušala dvigniti družba Brodospas.